# Индия (принцесса)
Индия (дари شاهدخت اندیا; 7 июня 1929, Бомбей — 13 октября 2023, Рим) — член династии Баракзаи, дочь короля Амануллы-хана.

## Биография
Индия родилась 7 июня 1929 года в Бомбее в семье бывшего короля Амануллы-хана и его супруги Сорайи. Поскольку её отец в январе 1929 года отрёкся от престола, королевская семья переехала в Италию.
Получила образование в пансионе Мари-Хосе в Гштаде (Швейцария), а затем вернулась в Рим, где училась в Папском Григорианском университете.
Занималась благотворительностью, организовав сбор средств для помощи нуждающимся жителям Афганистана, который часто посещала с благотворительной миссией.
В 2012 году Радио Азади назвало её «Человеком года» за благотворительную деятельность.
Принцесса Индия была основательницей Культурного фонда Махмуда Тарзи, где занимала должность заместителя председателя с 2010 года. Принцесса также выступала за равноправие женщин и повышение их роли в обществе, а также не признавала паранджу, сказав, что «паранджа не афганская одежда и даже не исламская одежда».
Скончалась 13 октября 2023 года в Риме на 95-м году жизни.